# Roger Raveel
Roger Raveel va ser un pintor, escultor i gràfic belga. Va néixer el 15 de juliol de 1921 a Machelen-aan-de-Leie (Zulte) i va morir el 30 de gener de 2013 a Deinze. Va estudiar a l'acadèmia municipal de Deinze i a l'Acadèmia Reials de Belles Arts de Gant. El seu estil va evolucionar de la pintura abstracta fins a la figurativa. A l'estació «Merode» del metro de Brussel·les ha fet una pintura mural monumental.

## Obres
- Genesis (1984), 33 estampes que il·lustren 33 poemes d'Hugo Claus
- Galeria d'obres del Museu Raveel a MachelenArxivat 2012-11-08 a Wayback Machine.

## Reconeixement
- 1958, 1960, Prijs voor de Jonge Belgische Schilderkunst (Premi de la Pintura Jova de Bèlgica)
- 1962: Europaprijs (1962),
- 1982 Internationale Joost vanden Vondelprijs (Premi internacional Joost van den Vondel),
- 1992 Gouden Erepenning van de Vlaamse Raad (Medalla d'or del Consell de Flandes)
- 1996 Premi Van Acker
- El 1995, el rei dels belgues Balduí l'anobli amb el títol de cavaller.[3]
- El 1999 va inaugurar-se el Museu Raveel a la seva vila natal, dissenyat per l'arquitecte Stéphane Beel.[4]